# Pierbach
Pierbach – miejscowość i gmina w Austrii, w kraju związkowym Górna Austria, w powiecie Freistadt. Liczy 992 mieszkańców.